# Hell on Wheels: Witaj w piekle
Hell on Wheels - (western amerykański) serial telewizyjny wyprodukowany przez Entertainment One, Nomadic Pictures, (Gayton)2, H.O.W. Productions oraz Endemol. Serial jest emitowany od 2011 roku przez stację AMC. W Polsce serial miał swoją premierę 2 lutego 2012 roku na kanale Sundance Channel. Od 1 października 2016, serial - pod tytułem Hell on Wheels: Witaj w piekle - wznowiła stacja Fokus TV, a od 3 marca 2017, Nowa TV.

## Fabuła
Akcja serialu rozgrywa się na amerykańskim zachodzie, w latach 60. XIX wieku; krótko po zakończeniu wojny secesyjnej, i opowiada historię powstawania Pierwszej Kolei Transkontynentalnej na kontynencie amerykańskim. 
Jego bohaterowie są pracownikami Union Pacific Railroad i członkami ekipy, zwanej Hell on Wheels, którzy rozbudowując kolej, podążają przez Wielkie Równiny coraz bardziej na zachód i przeżywają rozmaite przygody.
Główną postacią, wokół której skupiona jest akcja, jest były żołnierz Konfederacji, dawny właściciel niewolników; Cullen Bohannon, który pracując, poszukuje jednocześnie zemsty na żołnierzach Unii, którzy zabili jego żonę i syna.

## Obsada
- Anson Mount jako Cullen Bohannon
- Colm Meaney jako Thomas „Doc” Durant
- Common jako Elam Ferguson
- Dominique McElligott jako Lily Bell
- Tom Noonan jako Wielebny Nathaniel Cole
- Eddie Spears jako Joseph „Black Moon”
- Ben Esler jako Seán McGinnes
- Phil Burke jako Mickey McGinnes
- Christopher Heyerdahl jako Thor Gundersen
- Robin McLeavy jako Eva
- Kasha Kropinski jako Ruth Cole
- Dohn Norwood jako Psalms
- Jennifer Ferrin jako Louise Ellison

## Odcinki
| Sezon | Sezon | Odcinki | Oryginalna emisja | Oryginalna emisja   | Oryginalna emisja | Oryginalna emisja | Oryginalna emisja |
| Sezon | Sezon | Odcinki | Premiera sezonu   | Finał sezonu        | Premiera sezonu   | Finał sezonu      |                   |
| ----- | ----- | ------- | ----------------- | ------------------- | ----------------- | ----------------- | ----------------- |
|       | 1     | 10      | 6 listopada 2011  | 15 stycznia 2012    | 2 lutego 2012     | 5 kwietnia 2012   |                   |
|       | 2     | 10      | 12 sierpnia 2012  | 7 października 2012 | 5 czerwca 2014    | 7 sierpnia 2014   |                   |
|       | 3     | 10      | 10 sierpnia 2013  | 5 października 2013 | 9 listopada 2014  | 11 stycznia 2015  |                   |
|       | 4     | 13      | 2 sierpnia 2014   | 22 listopada 2014   | 7 lutego 2016     | 1 maja 2016       |                   |
|       | 5     | 14      | 18 lipca 2015     | 23 lipca 2016       | brak danych       | brak danych       |                   |